# Rufinus Antiochensis
Rufinus Antiochensis ('Rufinus van Antiochië') was een laat-Romeinse taal- en letterkundige, vermoedelijk uit Antiochië, vermoedelijk uit het begin van de 5e eeuw. Alles wat over Rufinus bekend is, is uit zijn eigen werk bekend. 
Hij heeft zich in het bijzonder toegelegd op metrische aangelegenheden in de Latijnse taal. Bewaard bleven een redelijk aantal fragmenten van twee studies van hem, geschreven voor zijn leerlingen: zijn theoretisch werk Commentarium in metra Terentiana (d.i. Commentaar op de metriek bij Terentius; ook andere komedieschrijvers komen in dit werk aan bod) en een verhandeling De Compositione et de metris oratorum (d.i. Over de structuur en de metriek bij redenaars). Dit laatste werk is een van onze belangrijkste bronnen over het Latijnse prozaritme.